# Anisographe albipuncta
Anisographe albipuncta là một loài bướm đêm trong họ Geometridae.